# 栄東中学・高等学校
栄東中学・高等学校（さかえひがしちゅうがく・こうとうがっこう） は、埼玉県さいたま市見沼区砂町に所在し、中高一貫教育を提供する私立中学校・高等学校。

## 概要
中高一貫教育の共学校である。高校課程では、志望校や習熟度別にクラスが編成されるようになるため、中学校からの内部進学者（一貫生）と外部からの入学生（高入生）が同一クラスになることもある。校舎敷地はかつての見沼に当たる。
1年次は、高入生においては「東・医クラス」「アルファコース」を設置し、一貫生も同様に「東大クラス」「難関大クラス」と学力別に学級を分けている。また、試験や学期ごとに習熟度別に授業クラスが組まれる（ホームルームクラスと授業クラスは別になることもある。

## 沿革
（沿革節の主要な出典は公式サイト）
- 1978年（昭和53年） - 埼玉栄東高等学校として、竣工・開校。
- 1992年（平成4年） - 栄東中学校の開校とともに校名を栄東高等学校へ改称、中高一貫教育を開始。
- 1994年 - 共学化。
- 1997年 - 従来、学科コースは、普通科として「特進コース」と「進学コース」が設けられていたが、「特進コース」を「アルファコース」へ改称（入試枠新設）、「進学コース」との新2コース制を導入（1999年「進学コース」は「アドバンスコース」に名称変更）。
- 2002年 - 校舎棟増築建設工事が完了。高校校舎の西側にあった栄東中学校（さいたま市北区）を移転し、中高が完全統合された（旧栄東中学校校舎には、さとえ学園小学校を新設）。
- 2003年 - 第四校舎建設工事竣工。
- 2008年 - 総合グラウンド（野球場）落成（8月）。佐藤栄学園第二代理事長に佐藤孝司が就任（11月）。第二代校長に田中淳子が就任（12月）。
- 2011年 - 東日本大震災の後、生徒避難訓練の開始。第二校舎耐震化工事竣工。
- 2012年 - 第二代理事長佐藤孝司の急逝に伴い、佐藤栄学園第三代理事長に森山憲一が就任。
- 2014年 - 第五校舎建設工事竣工。
- 2016年 - 第六校舎建設工事竣工。
- 2017年 - 購買部移転。
- 2020年 - 新型コロナウイルスの影響により、3月からオンライン授業を導入。4月からは佐藤栄学園理事長・森山憲一の任期満了に伴い、佐藤栄学園第四代理事長に校長である田中淳子が就任。校長との業務を兼任している。

## 設備

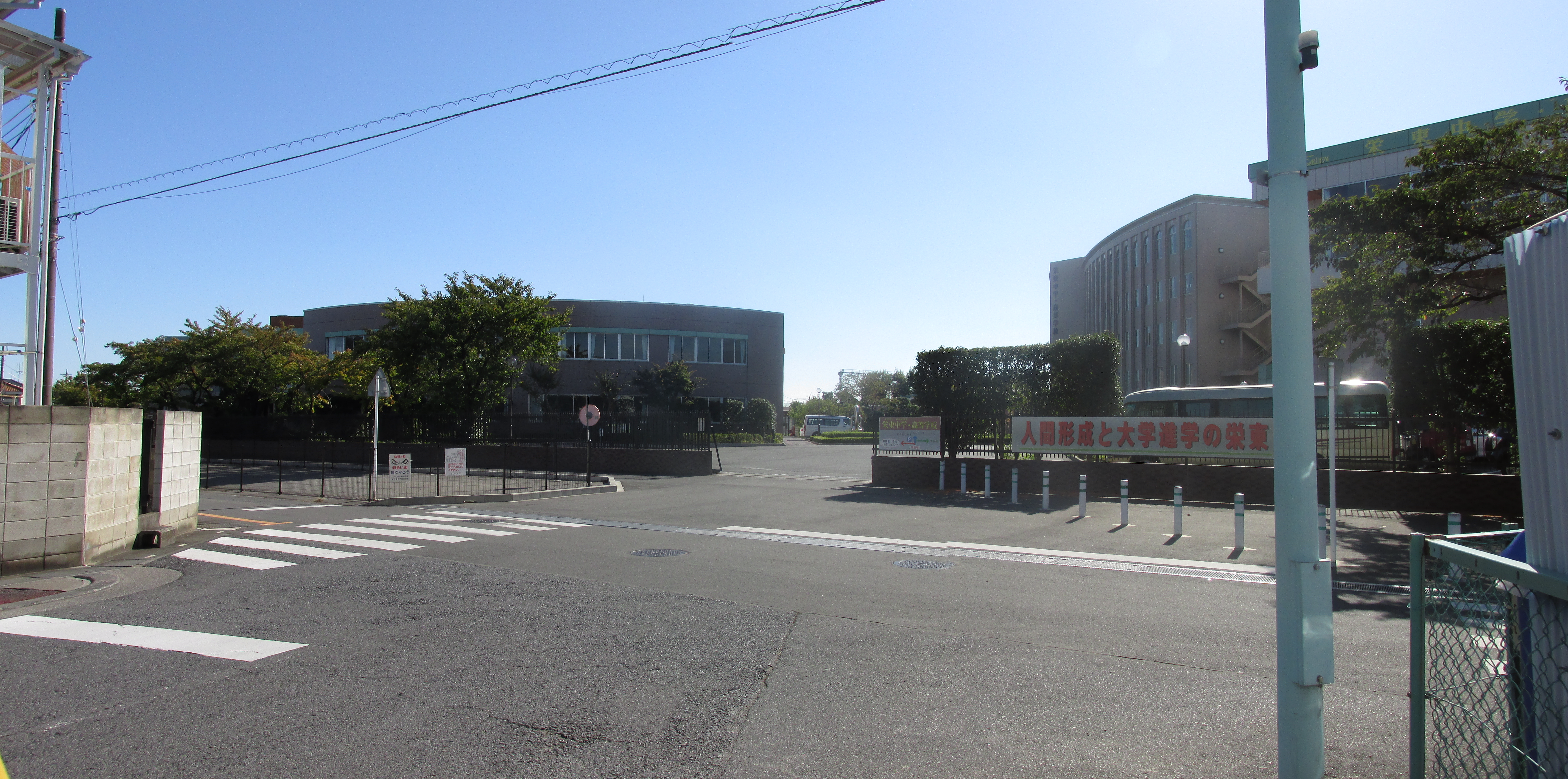
北門

全景（左が校舎と南グラウンド。右が総合グラウンド）

校舎
第1校舎、第2校舎、第3校舎、第4校舎、第5校舎、第6校舎と呼ばれる6棟の校舎が存在する。また、他に食堂棟、講堂棟、体育館棟、プール棟が存在する。
付帯設備
総合グラウンド・南グラウンド・栄東天満宮・室内温水プール・食堂・講堂・瑞想庵・体育館・図書館・テニスコート・アーチェリー場・駐輪場・駐車場
校外施設
会津田島寮・今井浜寮・軽井沢セミナーハウス・佐久林間学校・那須セミナースクール・二本松セミナー

## 生活
教育理念
- 校訓 - 「今日学べ（こんにちまなべ）」

やるべきことを先延ばしせず、今すぐ行うべきということである。
- 建学の精神 - 「人間是宝（にんげんこれたから）」

しっかりと学び、社会に役立つような人材になるのが理想ということである。
- 学習実践五訓

朝8時35分より、毎日生徒がホームルームで以下の内容を唱和する。
一、真剣な心を持ち、生徒としての道を正しく行おう。
一、学習に喜びを求め、自己開発に努力しよう。
一、けじめある学習を行い、創意工夫の力を育てよう。
一、「成せば為る」の信念を持って可能性に挑戦しよう。
一、今日のことは今日やり、勉強も仕事も明日に残さぬよう努めよう。
なお、佐藤栄学園ではどの高校においても「朝の言葉」と題した五訓が存在するが、内容は校風や指導方針によって異なっている。
分別
高校1年次段階で進路調査を頻繁に行うとともに、高校2年に進級時に文系理系でクラスが分かれる。
生徒指導
- 体育祭や夏の間は、「スーパークールビズ」と呼ばれる、半袖短パンの着用が登下校時を除く学校生活で可能となる。期間や実施は年度によって違う。
- 頭髪については、髪染め禁止であり、それを検査する「頭髪検査」が定期的に行われている。
- その他にも、化粧・自動車等運転免許取得・アルバイト等は原則禁止されている。
- 部活動や文化的な活動は推奨されている。

食事
中学では教室において完全給食が実施されている。高校生は弁当や食堂で販売している食事を、教室または食堂で食べる。土曜日や試験期間中に限り中学生も食堂利用が可能である。
SHIP
SHIPとは栄東インターネットプログラム（Sasakure Higashi Internet Program）の略で、連絡事項・学習教材・成績等を閲覧できる。USB型のセキュリティトークンの認証と各個人のパスワードによってログインが可能。
2015年からは、セキュリティトークンの代わりに各個人のIDが発行されていれる。
駐輪場
自転車通学の場合、駐輪場の利用料は年間7,200円である。また、自転車の後ろに貼るステッカーは1枚300円である。
RGBサリヴァン
2009年度まで契約していた高校生用の学校内予備校。前理事長の佐藤栄太郎の発案であり、死去するとすぐにRGBサリヴァンとの契約は打ち切られた。
SCC（栄東キャリアクラブ）
RGBサリヴァンの後継となる校内予備校。通常授業との融合をコンセプトに実施されている。2011年度末を以て廃止される予定であったが、自習時間の拡充や、BANSと呼ばれる担任以外の教師によるセカンドオピニオンシステムを採用して存続した。高校で行うプログラムの中でも最も力の注がれているプログラムである。基本的には、6、7限終了後の放課後を使い、最終下校時刻の21時30分まで授業を行う。高校1年次は東大コースのみ、高校2年次からは全クラスで開講される。高校3年次には細かく志望校別にプログラムが組まれる。

## 行事
文化祭
- 6月に中高合同で行われる。
- 運営は主に生徒会と文化祭実行委員会によってなされている。
- 東日本大震災発生の翌年度より、利益は慈善活動に寄付されている。
- 年間の来場者は2日間で約1万人と大盛況である。特に、クイズ研究部が行う招待試合には体育館に約3000人が集まる一大イベントである。
- 2020年度は新型コロナウイルスの影響により、オンラインでの活動紹介となった。2021年度は従来の文化祭は開催されておらず、2022年度は事前予約制で開催された。

体育祭
- 6月に埼玉県上尾運動公園陸上競技場において中高合同で行われる。伝統行事として中学生全員による「集団演技」、高校生男子有志による「マスゲーム」、高校生女子有志による「よさこい」が挙げられる。
- 体育祭は本来9月の中旬～下旬の間に行われていたが、同校の教育制度改革に伴い、2007年度より6月に実施となった。
- 生徒数の減少により2008年度より中学生は男女合同での集団演技となった。
- 中学生は後述の創作ダンスに参加している。2017年度より、高いタワー等がつくられることはなくなっている。
- 高校生男子は有志によってマスゲームが行われている。過去では中学生男子は全員参加していた。
- 高校生女子も有志によりよさこいソーラン節が行われる。
- 2020年度、2021年度は新型コロナウイルスの影響により、中止となった。

## 部活動
運動部
- アーチェリー部（合同）
- 剣道部
- テニス部
- サッカー部
- 水泳部（合同）
- ソフトボール部（高校）
- 卓球部（合同）
- チアダンス部（合同)
- バスケットボール部
- 柔道部（合同)
- バドミントン部（高校）
- バレーボール部
- 軟式野球部（中学）
- 硬式野球部（高校）
- アメリカンフットボール部（合同）
- 陸上部（合同）

文化部
- コーラス部（合同）
- 箏曲部（合同）
- 美術部（中学）
- 美術部（高校）
- 書道部（高校）
- 理科研究部（中学）
- 理科研究部（高校）
- 吹奏楽部（合同）
- 茶道部（合同）
- クイズ研究部（合同）
- 囲碁将棋部（高校）
- 写真部（高校）
- 社会科研究部
- ESS（高校）
- 鉄道研究部（合同）
- インターアクト部（合同）

同好会
- 家庭科同好会（中学）
- 情報技術同好会（合同）
- 演劇同好会（合同）

顕著な活動
- 高校野球部
  - 監督は全国高等学校野球選手権大会出場経験がある。
  - 2004年全国高等学校野球選手権埼玉大会において初のベスト8へ進出。さらに春季大会では浦和学院高等学校に決勝戦で敗退したものの準優勝になり、関東大会へ出場した。

- アーチェリー部
  - 顧問は国民体育大会での優勝経験がある。
  - インターハイの常連校である。
  - インターハイ団体第３位（2021年）、関東高等学校アーチェリー大会団体男子優勝（2021年）。
  - 全国高等学校アーチェリー選抜大会入賞（2022年）。
  - 全日本小学生・中学生アーチェリー選手権大会準優勝（2014年）、全国中学生室内アーチェリー選手権大会優勝（2014年）。

- コーラス部
  - NHK全国学校音楽コンクールにおいて、2006年から3年連続で中学校が全国大会に出場し、2008年には銅賞を受賞している。
  - 全日本合唱コンクールにおいては中学校が過去8度（2003年、2005年～2007年、2009年、2010年、2012年、2013年）全国大会に出場し、金賞4回、銀賞2回、銅賞2回を受賞。特に2012年には文部科学大臣賞も併せて受賞した。高等学校も過去1度（2007年）全国大会に出場し、銅賞を受賞している。

- 水泳部 
  - 顧問は元日本記録保持者（50m平泳ぎ）である。国民体育大会の競泳競技における埼玉県少年監督を務めている。
  - 全国中学校水泳競技大会準優勝（2011年）、全国中学校47都道府県通信水泳競技大会入賞（2020年）、全国中学校水泳競技大会出場（2010年、2011年）。
  - 全国JOC水泳競技大会優勝（2021年度夏）、全国JOC水泳競技大会入賞（2021年度春）全国JOC水泳競技大会出場（2018年～2021年）。
  - インターハイ優勝（2021年）、インターハイ出場（2013年、2014年、2016年、2021年）。
  - 日本選手権水泳競技大会出場(2014年)。
  - 日本選手権（25m）水泳競技大会出場(2021年)、日本選手権（25m）水泳競技大会入賞(2021年)。
  - ジャパンオープン出場（2012年、2021年）、ジャパンオープン入賞（2021年）。
  - 国際代表日本代表選手選考会入賞（2022年）。
  - 国民体育大会出場（2012年、2013年、2015年）。
  - 2020年東京オリンピック・アーティスティックスイミングの日本代表、柳澤明希を輩出した。学校初のオリンピアンである。

- クイズ研究部
  - 2012年の創部以来数多くの活躍を残している学校を代表する部活動であり、学校の知名度を飛躍的に向上させた。
  - 全国高等学校クイズ選手権全国大会出場（2012年、2014年～2017年、2019年～2024年）。2016年、2023年には準優勝を果たした。2021年は部内史上初となる2チームでの全国大会出場となった。
  - 2012年、2014年、2015年、2017年、2019年、2022年には金融経済中心のエコノミクス甲子園でも全国大会への出場を果たした。このうち、2020年には決勝まで進み第5位であった。また、2022年は埼玉初の全国優勝を果たした。
  - 全国高校生食育王選手権においても、2015年に2チームが全国大会への出場を果たした。
  - 2018年8月開催の第1回全国高等学校総合クイズ大会において、初代王者となった。2019年～2021年も出場を果たしている。
  - 2020年8月に、TBS系列のテレビ番組「東大王」の番組企画「東大王　選抜クイズ甲子園スペシャル」にて準優勝を果たす。同年10月には、TBS系「東大王」に「東大王　選抜クイズ甲子園スペシャル」準優勝メンバーの一人が芸能人チームとして再び出演を果たす。
  - 2021年8月に、TBS系「東大王」の「東大王　クイズ甲子園2021」に出演し、優勝を果たす。
  - 2022年12月に、NHKで放送された「未来王2030」にて全国一位で予選を通過し、準優勝を果たす。
  - 2023年に、Dモーニング＆コミックDAYSにて連載の『ガクサン』第44話・45話「うるしの知らないクイズの世界」において、取材協力する。

- 囲碁・将棋部
  - 2024年1月に、令和5年度 埼玉県高等学校総合文化祭 高等学校囲碁大会にて女子個人戦で優勝し、全国大会出場を決めた。
  - 2025年5月に、第61回全国高等学校将棋選手権埼玉県大会にて男子団体戦で準優勝し、全国大会出場を決めた。

## 中学入試
「初回の入試の日程が他の学校と比べて早い」「入学金支払いの期限が2月まである(他の受験校の合否結果を踏まえてから入学金を払う事が可能なため、保護者の経済的負担が抑えられる)」等の理由から首都圏の中学入試における併願校になるケースが見られる。受験会場前の校門には試験会場である事が書かれた看板の他に、受験生や保護者に対して栄東中学を受験した事への感謝の言葉と「(入学式のある)四月にお会い出来る事を楽しみにしています－教職員一同」といった受験生の合格を祈念した言葉が書かれた「大看板」が掲げられる。
令和2年度入試では、4回の入試日程の応募者数の合計は11,857人であり、同校最多応募者数を更新するとともに、全国の中学校入試で最多志願者数となっている。なお、平成31年度入試の総応募者数は11,315人。平成30年度入試の総応募者数は11,654人である。
令和3年度入試では、新型コロナウイルスの影響により大規模入試の形態を変更せざるを得なくなった。例年行われているA日程・B日程ではなく、第1回入試を2日間かつ集合時間を2部に分けて行う措置をとった。東大特待入試・第2回入試も第1回入試と同様に会場に埼玉栄や栄北も受験会場とした。加えて各受験生の机には飛沫防止のアクリルパネルを設け、教室の人数制限は25人までとすることにより密を防ぐ対策を講じた。例年東大宮駅から学校までの道が混雑することを踏まえ、予約制ではあるがグラウンドを駐車場として解放することとした。受験生にはペン型の除菌スプレーも配布するなど2月以降も受験が続く受験生に対しての最大限の措置をとって行われた。このような状況下でも、7回の入試の総応募者数は10,268人と、前年より人数は若干減らしたものの4年連続で1万人を超える結果となった。
また、大規模な入試になることから、A日程入試が実施される1月10日には、系列校の栄北高等学校、埼玉栄中学・高等学校を試験会場として使用するとともに、花咲徳栄高等学校、さとえ学園小学校の両系列校も休校措置が取られている。

## 著名な出身者

### 芸術・文化・芸能
- 小松秀行（音楽プロデューサー・ベーシスト：元ORIGINAL LOVE）
- mabanua (音楽プロデューサー、トラックメイカー、ドラマー)
- 工藤慎太郎（シンガーソングライター）
- 竹内真理（アナウンサー）
- 月央和沙（俳優）
- 佐々木一朗（SBC信越放送アナウンサー、気象予報士）
- 近藤一彦（映画監督・脚本家）
- 池之上覚皇（音楽プロデューサー、実業家）
- サエキ（お笑い芸人：えびしゃ）
- 大坪彩織（アナウンサー）

### スポーツ
- 小林大輔（柔道）
- 中山雅行（野球）
- 雫有希（プロレス）

## 交通
- 東日本旅客鉄道（JR東日本）宇都宮線「東大宮駅」西口から徒歩12分